# Хрін (приправа)

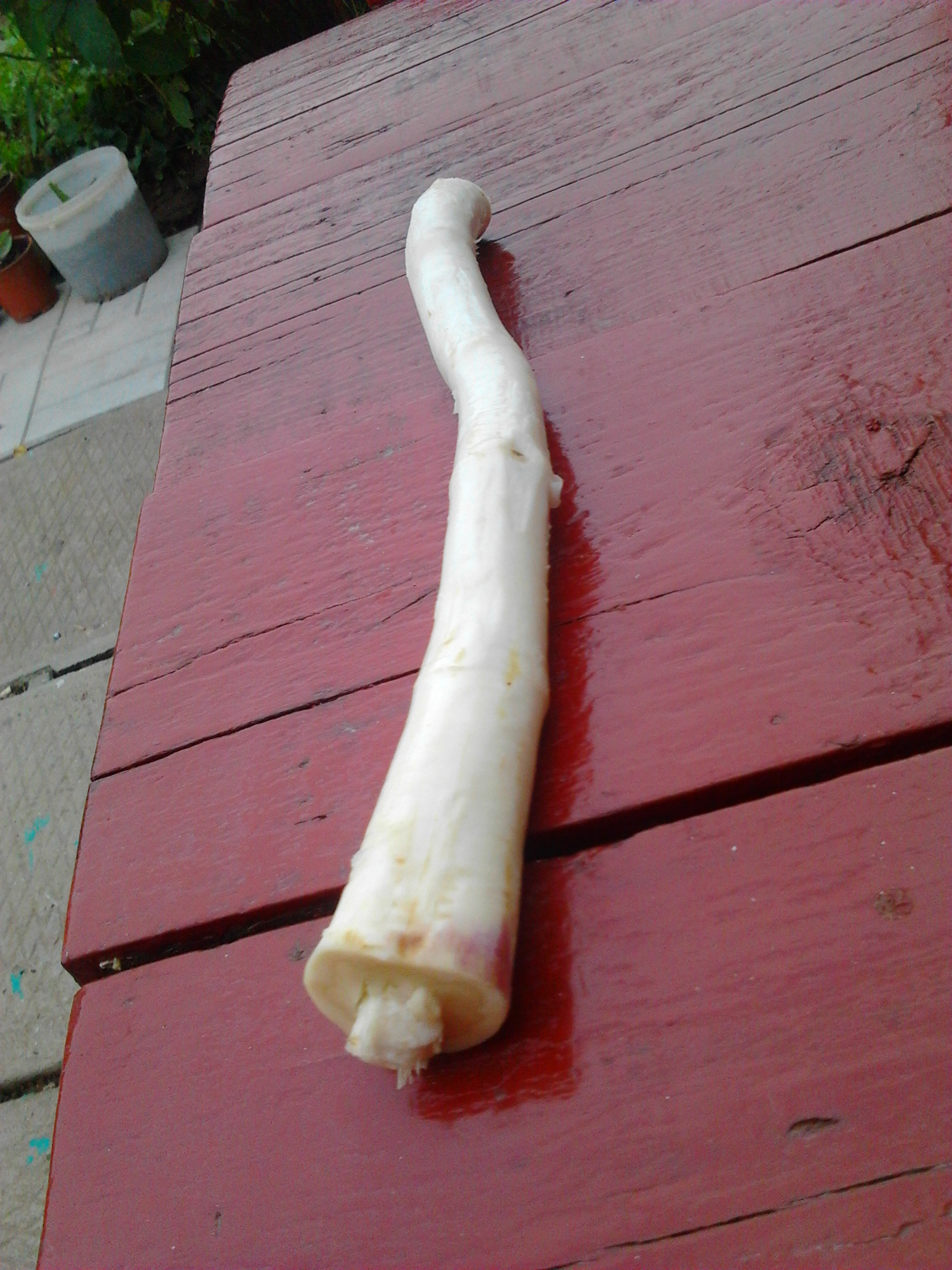
Очищений корінь хріну

Хрін — приправа, яку готують із кореневищ хрону (Armoracia rusticana). Вона широко використовується в кулінарії як самостійна приправа або як складник соусів і маринадів.

## Походження та використання
Хрін має давню історію використання в українській, європейській та азійській кухнях. Особливо популярний у слов’янських країнах, де його подають до м'ясних і рибних страв, холодцю, сала та варених яєць. Також використовується в консервації, зокрема для приготування маринадів та солінь.

## Приготування
Корінь хрону очищають, подрібнюють на тертці або у блендері, після чого змішують з оцтом, сіллю, цукром і водою для збереження смаку та аромату. Іноді до приправи додають буряк, що надає їй червонуватого кольору та м’якшого смаку.

## Властивості
Хрін містить ефірні олії, зокрема аллілгірчичну олію, яка надає йому характерного пекучого смаку та різкого аромату. Він відомий своїми антибактеріальними та протизапальними властивостями, сприяє травленню і використовується в народній медицині для зміцнення імунітету.

## Види приправи
- Класичний тертий хрін - гострий і насичений
- Хрін з буряком - мякший із солодкуватими нотками
- Сметанковий або вершковий - ніжній смак

## Галерея

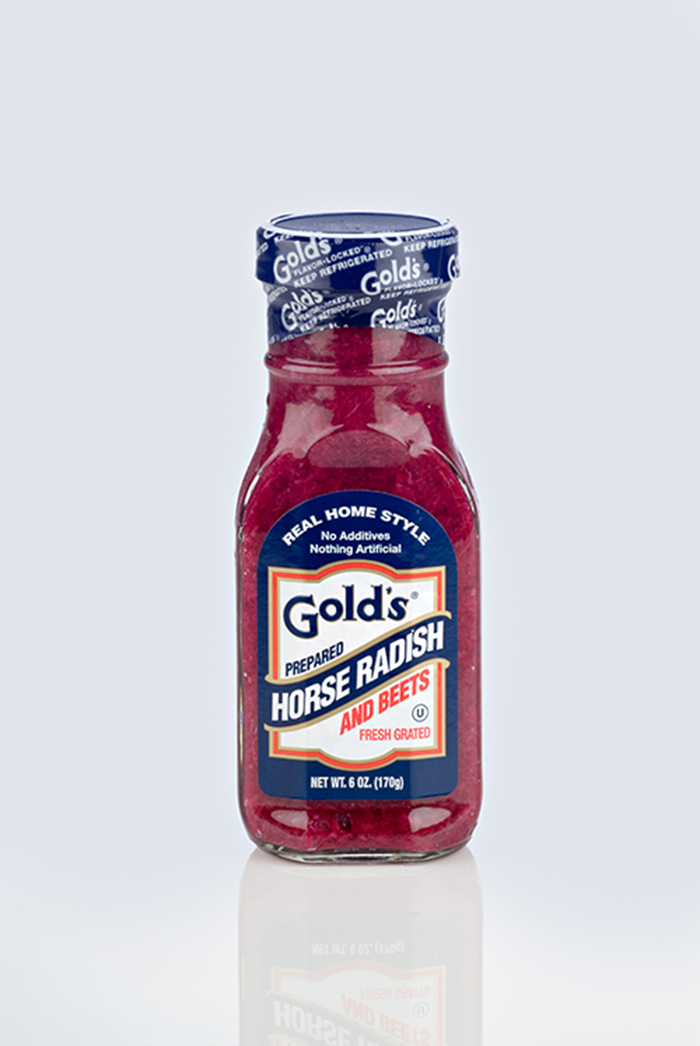
Хрін із США
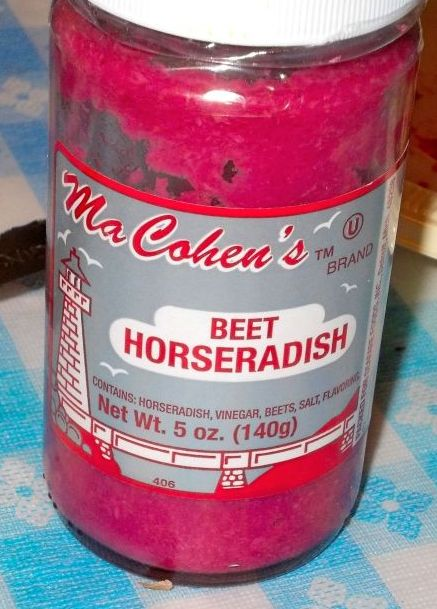
Кошерний єврейський хрін
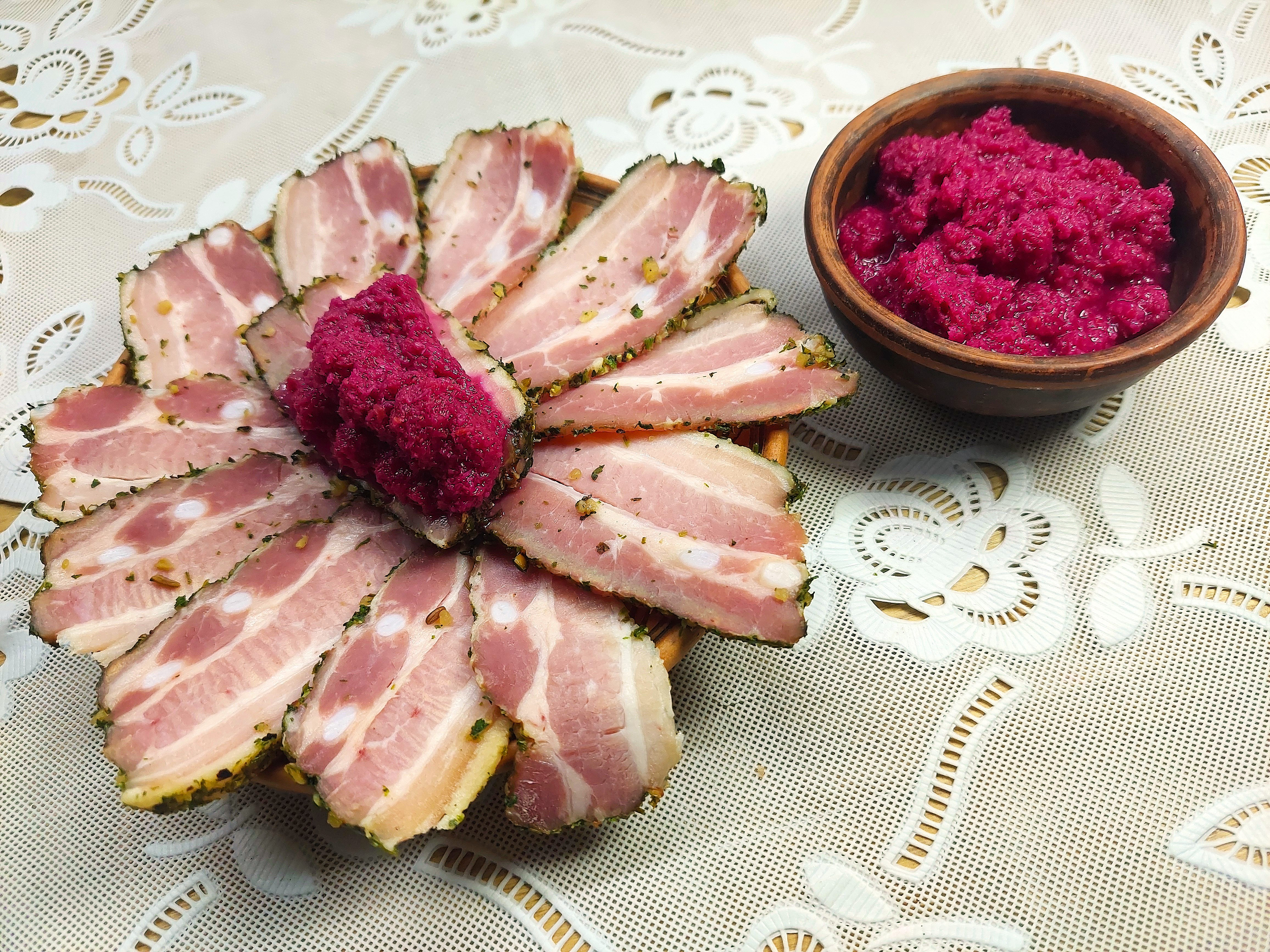
Копчена підчеревина з спеціями та хріном
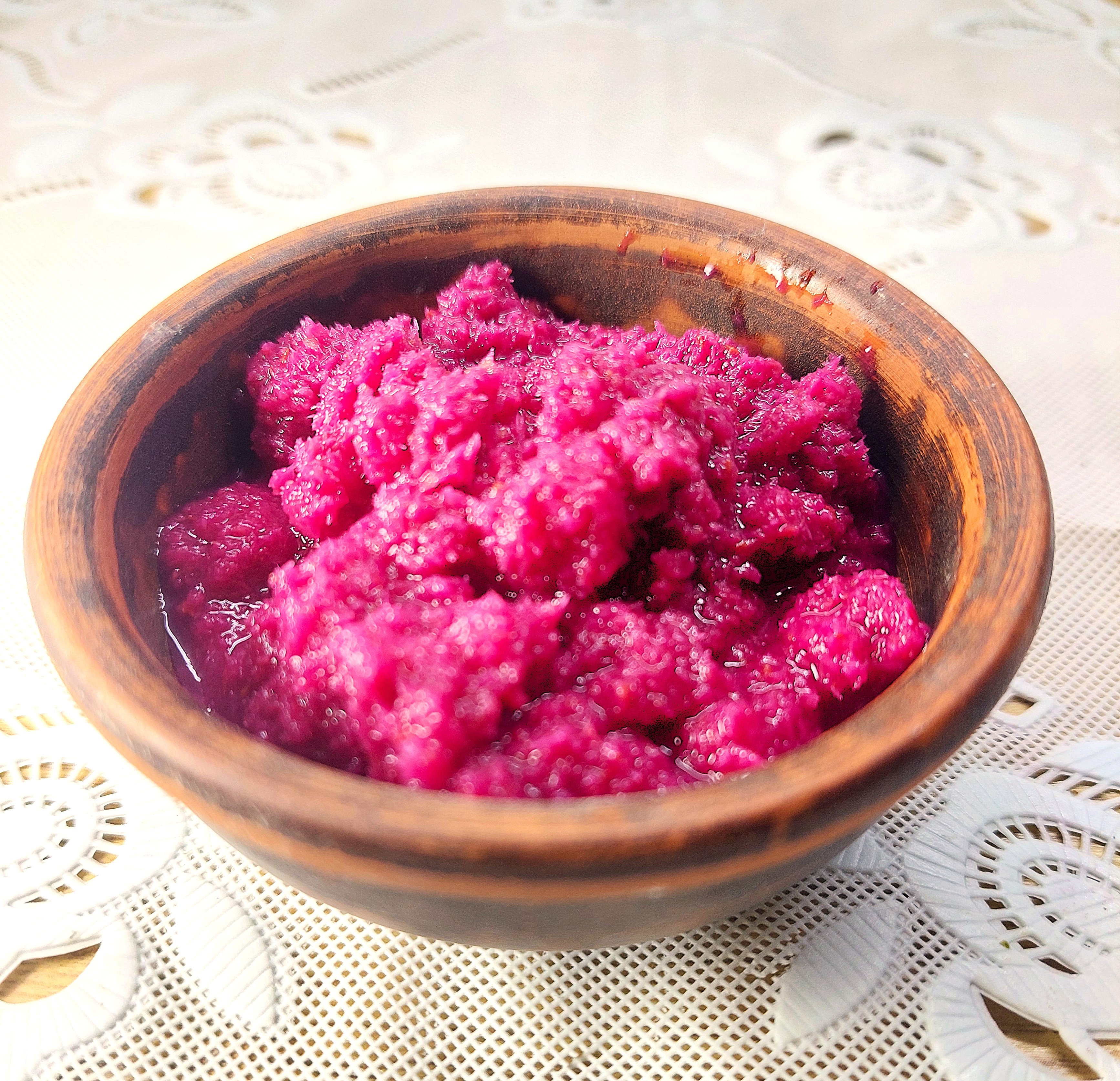
Хрін зафарбований буряком